# Hiidensaari (ö i Norra Savolax, Norra Savolax)
Hiidensaari är en ö i Finland. Den ligger i sjön Lampaanjärvi och i kommunen Pielavesi i den ekonomiska regionen  Övre Savolax ekonomiska region  och landskapet Norra Savolax, i den centrala delen av landet, 400 km norr om huvudstaden Helsingfors. Öns area är 26,7 hektar och dess största längd är 1 kilometer i nord-sydlig riktning.